# Saraqinishta
Saraqinishta (albanisch auch Saraqinishtë) ist ein kleines Dorf in der Gemeinde Gjirokastra im Süden Albaniens. Saraqinishta liegt 726 m ü. A. und befindet sich rund acht Kilometer östlich von Gjirokastra im Hügelland unterhalb des Lunxhëria-Berges, der oberhalb des Dorfes in einer 2156 Meter hohen Spitze kulminiert. 
Rund zwei Kilometer südwestlich vom Dorfzentrum liegt die antike Stadt Antigoneia, die vom epirotischen König Pyrrhus (319–272 v. Chr.) gegründet und nach seiner Frau Antigone benannt wurde. In Kirchen und Wohnhäusern im Dorf wurden Steine und ganze Säulen aus Antigoneia verbaut.

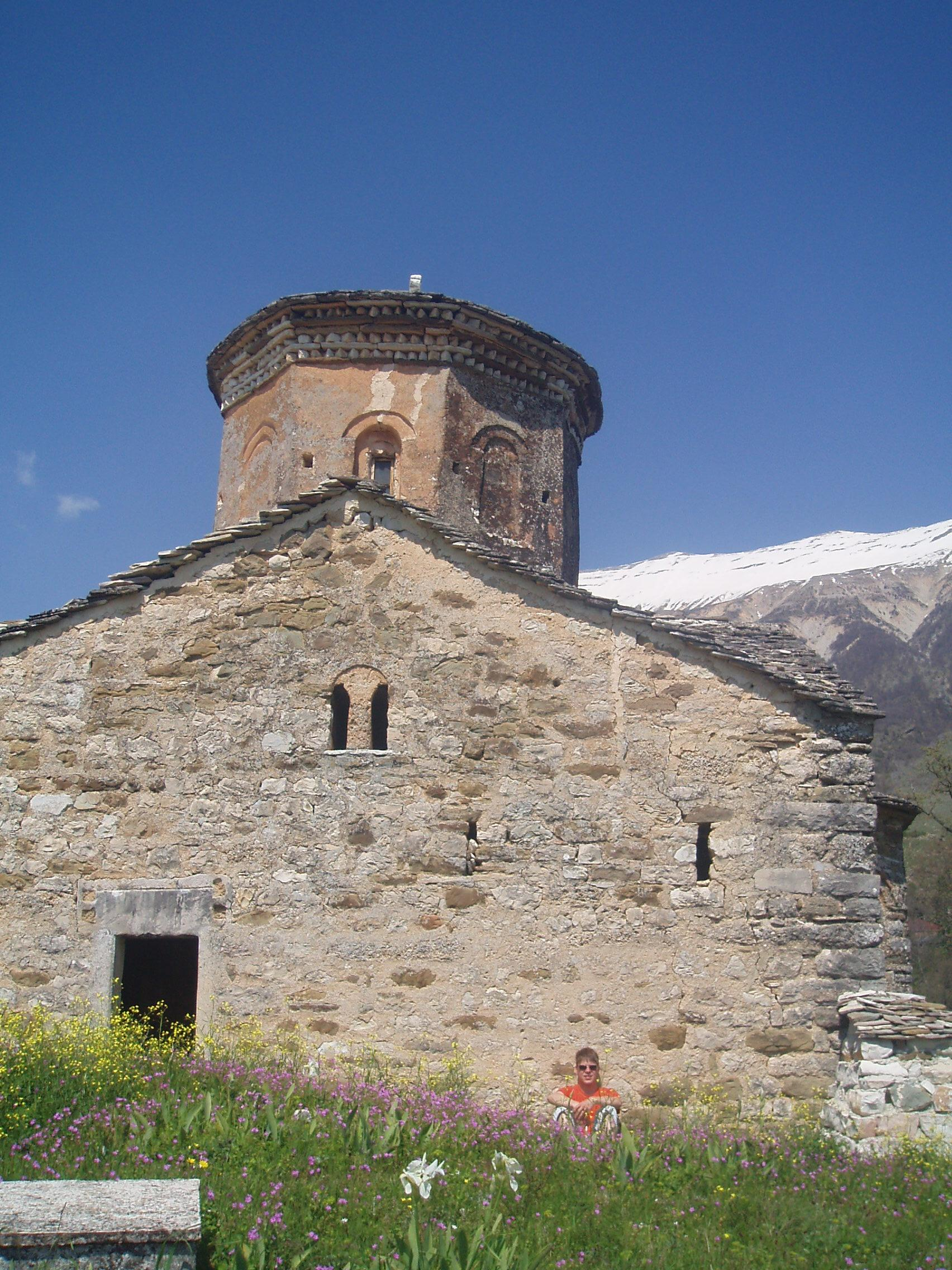
Nikolauskirche

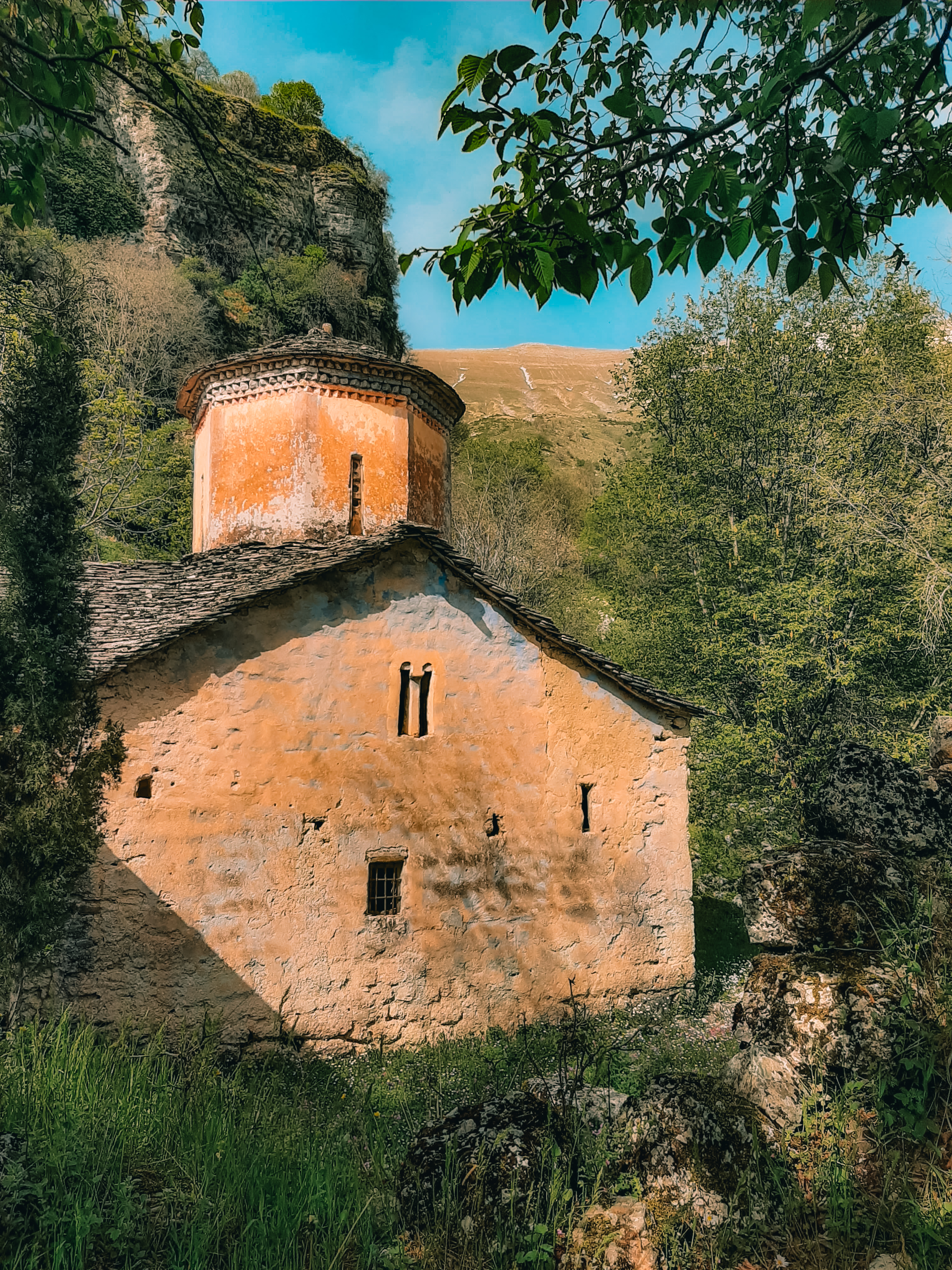
Marienkirche Spila

Im und um das Dorf gibt es mehrere orthodoxe Kirchen. In Saraqinishta befindet sich neben der Dorfkirche, die Mariä Himmelfahrt gewidmet ist, noch eine Nikolauskirche (albanisch Kisha e Shën Kollit) aus dem 17. Jahrhundert. Ebenfalls aus dem 17. Jahrhundert stammt die Marienkirche in Spila, einem Gebiet mit Höhlen, die von Eremiten bewohnt wurden, hoch über dem Dorf. Beide Kirchen, die innen mit Fresken bemalt sind, sind nationale Kulturdenkmäler.
Bis 2015 gehörte das Dorf zur Gemeinde Antigone, die dann in die Bashkia Gjirokastra eingegliedert wurde.